# Mikołaj Charłamp-Charłamow
Mikołaj Charłamp-Charłamow (ur. 12 września 1911 w Chełmie, zm. 30 stycznia 2000 w Gliwicach) – pułkownik LWP, Sprawiedliwy wśród Narodów Świata.
W 1930 ukończył Państwową Szkołę Rzemieślniczą w Chełmie. W czasie wojny znalazł się w Łucku, w dawnym województwie tarnopolskim, które w 1939 znalazło się pod sowiecką okupacją. W 1941 działał w ruchu oporu, a dzięki kontaktowi z miejscową drukarnią, miał dostęp do druków różnych zaświadczeń, które wykorzystywał do wyrabiania fałszywych kenkart dla Żydów. W 1946 był dowódcą 34 Pułku Artylerii Lekkiej (34 pal) w Poznaniu, w 1957 komendantem Oficerskiej Szkoły Wojsk Pancernych (OSWPanc) w Poznaniu. W stan spoczynku ze względu na osiągnięcie wieku emerytalnego przeszedł w 1972 roku.
Został pochowany na Cmentarzu Centralnym w Gliwicach (sektor B5-8-5).

## Odznaczenia
- Order Krzyża Grunwaldu III klasy (19 listopada 1946)[5],
- Złoty Krzyż Zasługi (9 stycznia 1947)[6],
- Medal „Sprawiedliwy wśród Narodów Świata” nr 3317 (1985)[7].